# Hylodes meridionalis
Espèce
Synonymes
- Elosia nasus meridionalis Mertens, 1927

Statut de conservation UICN

 LC  : Préoccupation mineure
Hylodes meridionalis est une espèce d'amphibiens de la famille des Hylodidae.

## Répartition
Cette espèce est endémique du Brésil. Elle se rencontre dans les États de Santa Catarina et de Rio Grande do Sul au Brésil.

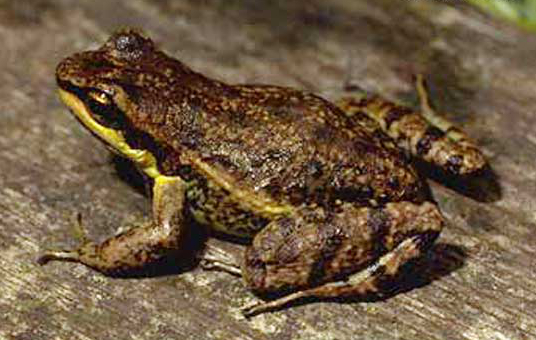

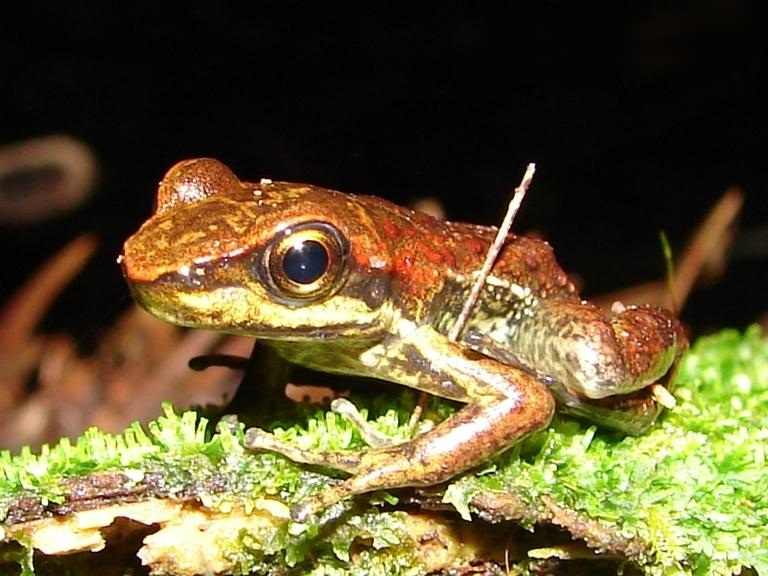

## Publication originale
- Mertens, 1927 : Neue Froschlurche aus Rio Grande do Sul, Brasilien. Blätter zur Aquarien- und Terrarienkunde, vol. 38, no 2, p. 26-30.